# Monterrey Open 2018
Monterrey Open 2018, oficiálně se jménem sponzora Abierto GNP Seguros 2018, byl tenisový turnaj pořádaný jako součást ženského okruhu WTA Tour, který se odehrával v areálu tenisového oddílu Sierra Madre Tennis Club na otevřených dvorcích s tvrdým povrchem DecoTurf. Konal se mezi 2. až 8. dubnem 2018 v mexickém městě Monterrey jako desátý ročník turnaje.
Událost s rozpočtem 250 000 dolarů patřila do kategorie WTA International Tournaments. Nejvýše nasazenou hráčkou ve dvouhře se stala světová trojka Garbiñe Muguruzaová ze Španělska. Jako poslední přímá účastnice do dvouhry nastoupila česká 144. hráčka žebříčku Tereza Martincová.
Po osmiměsíčním čekání na trofej si šestý singlový titul z okruhu WTA Tour odvezla Španělka Garbiñe Muguruzaová, která tak potvrdila roli favoritky – jediné členky elitní světové dvacítky v soutěži. Premiérové trofeje na túře WTA vybojovaly členky britsko-španělského páru Naomi Broadyová a Sara Sorribesová Tormová, které ovládly deblovou soutěž.
Poražená deblová finalistka Giuliana Olmosová, hrající po boku Američanky Desirae Krawczykové, se stala první mexickou tenistkou v otevřené éře tenisu, která si zahrála finále turnaje WTA.

## Distribuce bodů a finančních odměn

### Distribuce bodů
| Soutěž  | vítězky | finalistky | semifinalistky | čtvrtfinalistky | 16 v kole | 32 v kole | Q  | Q3 | Q2 | Q1 |
| ------- | ------- | ---------- | -------------- | --------------- | --------- | --------- | -- | -- | -- | -- |
| dvouhra | 280     | 180        | 110            | 60              | 30        | 1         | 18 | 14 | 10 | 1  |
| čtyřhra | 280     | 180        | 110            | 60              | 1         | —         | —  | —  | —  | —  |

### Finanční odměny
| Soutěž                                | vítězky | finalistky | semifinalistky | čtvrtfinalistky | 16 v kole | 32 v kole | Q3     | Q2   | Q1   |
| ------------------------------------- | ------- | ---------- | -------------- | --------------- | --------- | --------- | ------ | ---- | ---- |
| dvouhra                               | $43 000 | $21 400    | $11 300        | $5 900          | $3 310    | $1 925    | $1 005 | $730 | $530 |
| čtyřhra                               | $12 300 | $6 400     | $3 435         | $1 820          | $960      | —         | —      | —    | —    |
| částky ve čtyřhře jsou uváděny na pár |         |            |                |                 |           |           |        |      |      |

## Ženská dvouhra

### Nasazení
| Stát                           | Hráčka               | WTA | Nasazení |
| ------------------------------ | -------------------- | --- | -------- |
| Španělsko                      | Garbiñe Muguruzaová  | 3.  | 1.       |
| Slovensko                      | Magdaléna Rybáriková | 18. | 2.       |
| Ukrajina                       | Lesja Curenková      | 41. | 3.       |
| Maďarsko                       | Tímea Babosová       | 47. | 4.       |
| Portoriko                      | Mónica Puigová       | 82. | 5.       |
| Rumunsko                       | Ana Bogdanová        | 85. | 6.       |
| USA                            | Sachia Vickeryová    | 89. | 7.       |
| Austrálie                      | Ajla Tomljanovićová  | 90. | 8.       |
| Žebříček WTA k 19. březnu 2018 |                      |     |          |

### Jiné formy účasti
Následující hráčky obdržely divokou kartu do hlavní soutěže:
- Victoria Rodriguezová
- Ana Sofía Sánchezová
- Renata Zarazúová

Následující hráčky postoupily z kvalifikace:
- Usue Maitane Arconadová
- Marie Bouzková
- Valentini Grammatikopoulouová
- Dalila Jakupovićová

### Odhlášení
před zahájením turnaje
- Sabine Lisická → nahradila ji  Risa Ozakiová
- Monica Niculescuová → nahradila ji  Irina Falconiová
- Anastasija Pavljučenkovová → nahradila ji  Carol Zhaová

v průběhu turnaje
- Lesja Curenková (poranění palce nohy)[1]

## Ženská čtyřhra

### Nasazení
| Stát                                                                       | Hráčka              | Stát       | Hráčka             | WTA  | Nasazení |
| -------------------------------------------------------------------------- | ------------------- | ---------- | ------------------ | ---- | -------- |
| Japonsko                                                                   | Nao Hibinová        | Chorvatsko | Darija Juraková    | 107. | 1.       |
| Argentina                                                                  | María Irigoyenová   | Japonsko   | Miju Katová        | 124. | 2.       |
| Slovinsko                                                                  | Dalila Jakupovićová | Rusko      | Irina Chromačovová | 130. | 3.       |
| Rusko                                                                      | Anna Blinkovová     | Bělorusko  | Lidzija Marozavová | 178. | 4.       |
| Žebříček WTA k 19. březnu 2018; číslo je součtem umístění obou členek páru |                     |            |                    |      |          |

### Jiné formy účasti
Následující páry obdržely divokou kartu do hlavní soutěže:
- Jovana Jakšićová /  Ana Sofía Sánchezová
- Marcela Zacaríasová /  Renata Zarazúová

### Odhlášení
v průběhu turnaje
- Lesja Curenková (poranění palce nohy)[1]

## Přehled finále

### Ženská dvouhra
- Garbiñe Muguruzaová vs.  Tímea Babosová, 3–6, 6–4, 6–3

### Ženská čtyřhra
- Naomi Broadyová /  Sara Sorribesová Tormová vs.  Desirae Krawczyková /  Giuliana Olmosová, 3–6, 6–4, [10–8]